# Йегер, Карл
Карл Йегер (нем. Karl Jäger; 1833—1887) — немецкий художник, мастер исторической живописи.

## Биография
Карл Йегер родился 17 октября 1833 года в городе Нюрнберге. Обучался искусству рисования сперва у Альберта Кристофа Рейнделя и Августа фон Крелинга, затем оттачивал художественное мастерство в Мюнхенской академии художеств.
Преимущественно Йегер писал картины на сюжеты баварской истории. Служил профессором в Нюрнбергском художественном училище (ныне Нюрнбергская Академия изобразительных искусств.
Он нарисовал множество иллюстраций к «Песни о колоколе» Шиллера и для «Шиллеровской галереи» Брукмана.
Карл Йегер умер 15 декабря 1887 года в родном городе.